# Tigers de Netanya
Les Tigers de Netanya étaient une équipe de la Ligue israélienne de baseball en 2007. 
Représentants de la ville de Netanya, qui ne possédait pas de stade de baseball, les Tigers jouent leurs matchs locaux au Sportek Baseball Field de Tel Aviv, un terrain partagé avec le Lightning de Tel Aviv.

## Histoire
Les Tigers sont l'un des 6 clubs qui composent la Ligue israélienne de baseball, qui ne joue qu'une seule saison, en 2007. 
Ami Baran, ancien entraîneur de longue date de l'équipe de softball d'Israël, est le gérant des Tigers à leur seule saison.
Engagé par les Tigers en octobre 2006, Dan Rootenberg, un Américain possédant la citoyenneté israélienne, est avec Adam Crabb du Lightning de Tel Aviv l'un des deux premiers joueurs à signer un contrat pour jouer avec une équipe de la Ligue israélienne.
En 2007, les Tigers de Netanya se classent quatrièmes sur les six équipes de la ligue avec une saison régulière de 19 victoires et 21 défaites. Ils accèdent à la demi-finale des séries éliminatoires après une victoire de 3-0 sur l'Express de Ra'anana mais sont éliminés par une défaite de 6-3 aux mains des éventuels champions de la saison, les Blue Sox de Bet Shemesh.
Au terme de la saison, Josh Doane des Tigers partage le prix du meilleur joueur de champ extérieur de la ligue, et son coéquipier Hector De Los Santos, un arrêt-court, celui du meilleur joueur de champ intérieur défensif.